# Avesnes
Avesnes település Franciaországban, Pas-de-Calais megyében. Lakosainak száma 49 fő (2022. január 1.). Avesnes Ergny, Maninghem, Wicquinghem és Herly községekkel határos.

## Népesség
A település népességének változása:
| Lakosok száma | 109  | 140  | 133  | 111  | 75   | 68   | 46   | 36   | 52   | 49   |
|               | 1793 | 1836 | 1866 | 1891 | 1921 | 1962 | 1999 | 2010 | 2017 | 2022 |